# Katedra w Burgos
Katedra Świętej Marii w Burgos (hiszp. Catedral de Santa María de Burgos) – świątynia w hiszpańskim mieście Burgos, znajdująca się od 31 października 1984 roku na liście światowego dziedzictwa UNESCO (jedyna hiszpańska katedra, która samodzielnie widnieje w tym spisie). Jest przykładem zmian zachodzących w architekturze gotyckiej w całym okresie trwania tego stylu.

## Historia i opis
W miejscu, gdzie mieści się obecnie katedra, znajdowała się wcześniej świątynia romańska. Rozwój miasta i wzrost liczby mieszkańców dały impuls do podjęcia decyzji o wybudowaniu większego kościoła. Inicjatorem budowy świątyni był biskup Maurycy. Prace nad budową katedry rozpoczęły się 21 lipca 1221 roku. Budowę rozpoczęto od prezbiterium; fasadę budynku zakończono w drugiej połowie XIII wieku. W kolejnych wiekach świątynie rozbudowywano, dodając kaplice boczne, kaplicę Condestable, iglice na wieżach. Całość została ukończona w 1567 roku. Wzorem dla architektów były trzynastowieczne świątynie angielskie i francuskie.
Katedra została wzniesiona na planie krzyża łacińskiego o wymiarach 84 na 59 metrów, posiada trzy nawy z wysuniętym transeptem, z głębokim prezbiterium i ambitem. Do głównej części katedry na przestrzeni wieków doklejono kilka budowli, m.in. za ołtarzem głównym powstała w latach 1482–1496 Capilla del Condestable, ufundowana przez konstabla Kastylii Pedra Fernándeza de Velasco wraz z żoną. Projektantem kaplicy był Szymon z Kolonii, który zaprojektował również fasady wież i kaplicę św. Anny. Innymi znanymi architektami byli Felipe de Borgoña, Juan de Vallejo i Juan de Castañeda. Ostatnie prace konserwatorskie wykonano w 1994 roku; kosztowały one 30 milionów euro.
W świątyni ulokowane grobowiec hiszpańskiego bohatera narodowego – Cyda. Stał się on jednym z symboli rekonkwisty, czyli walk chrześcijan z Maurami, które doprowadziły do wyparcia muzułmanów z Półwyspu Iberyjskiego.
25 stycznia 1869 roku w katedrze doszło do zamachu na gubernatora Isidoro Gutiérreza de Castro y Cossio. Po tym wydarzeniu Hiszpanię ogarnęła fala antyklerykalnych protestów.
Katedra w Burgos została uznana za zabytek narodowy 8 kwietnia 1885 roku. Sylwetka budowli znajduje się na będącej w obiegu okolicznościowej hiszpańskiej monecie o nominale 2 euro..

## Galeria

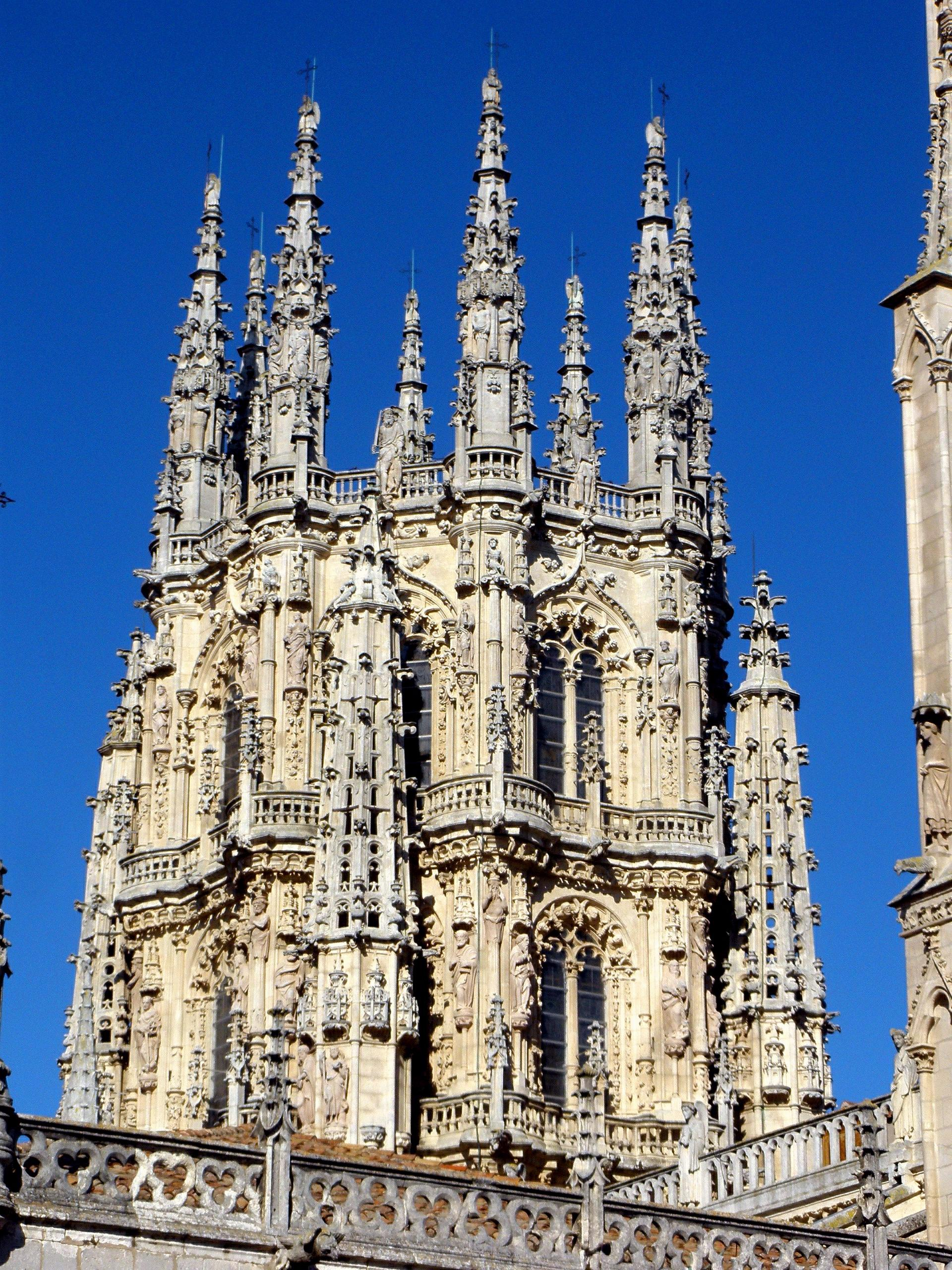
Kopuła Kaplicy Konstabli przy katedrze
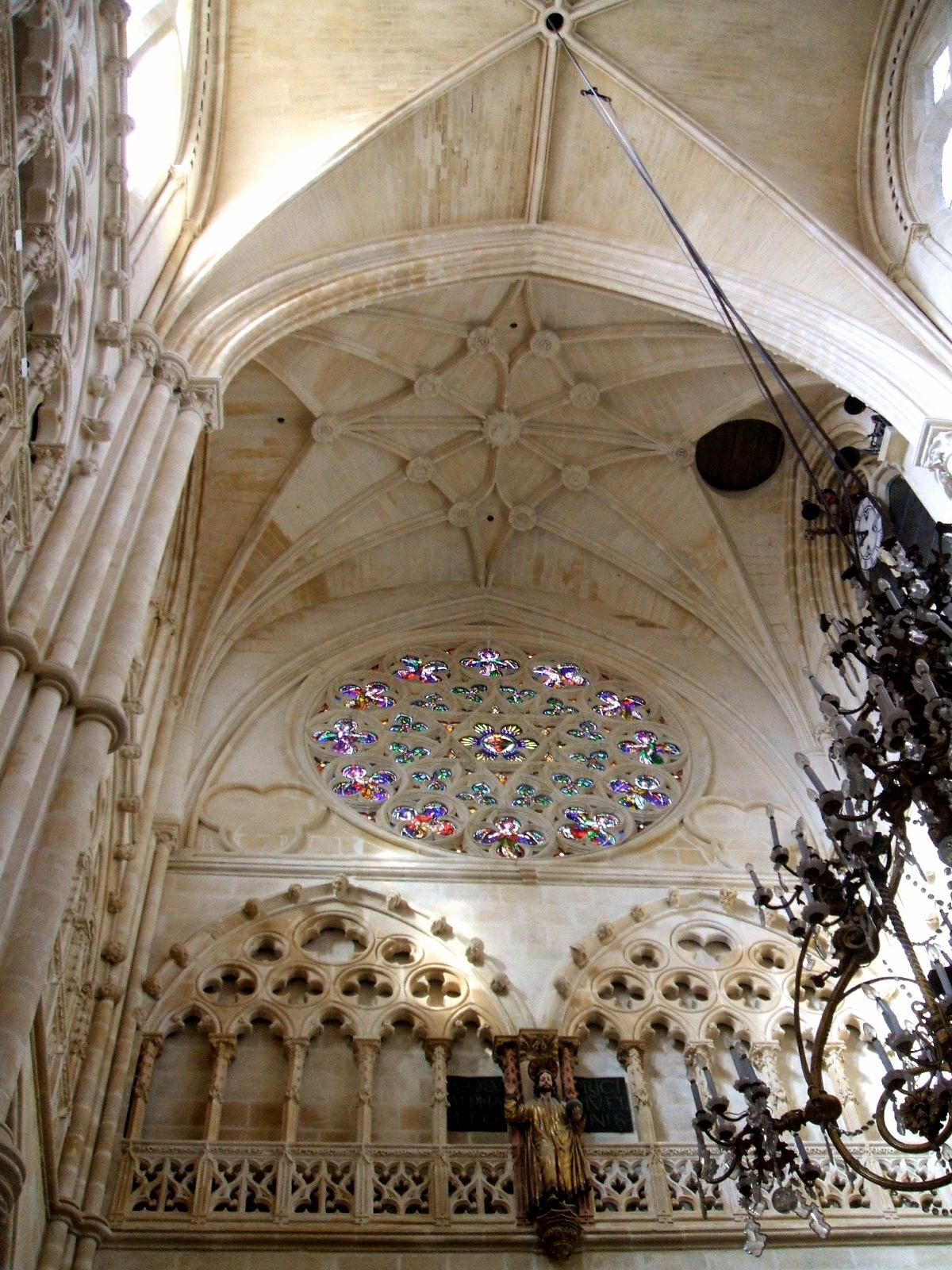
Wnętrze katedry
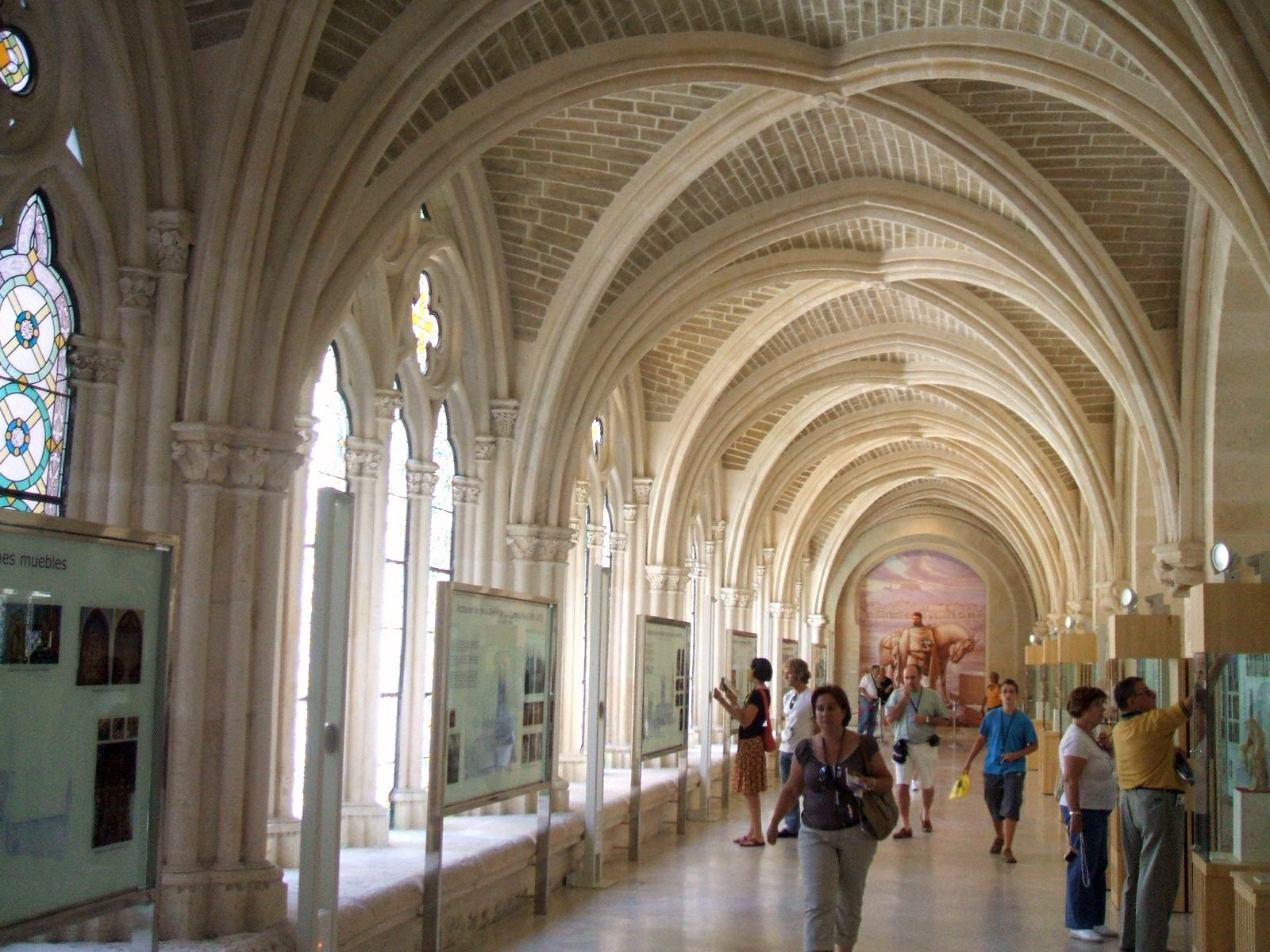
Górny klasztor przy katedrze
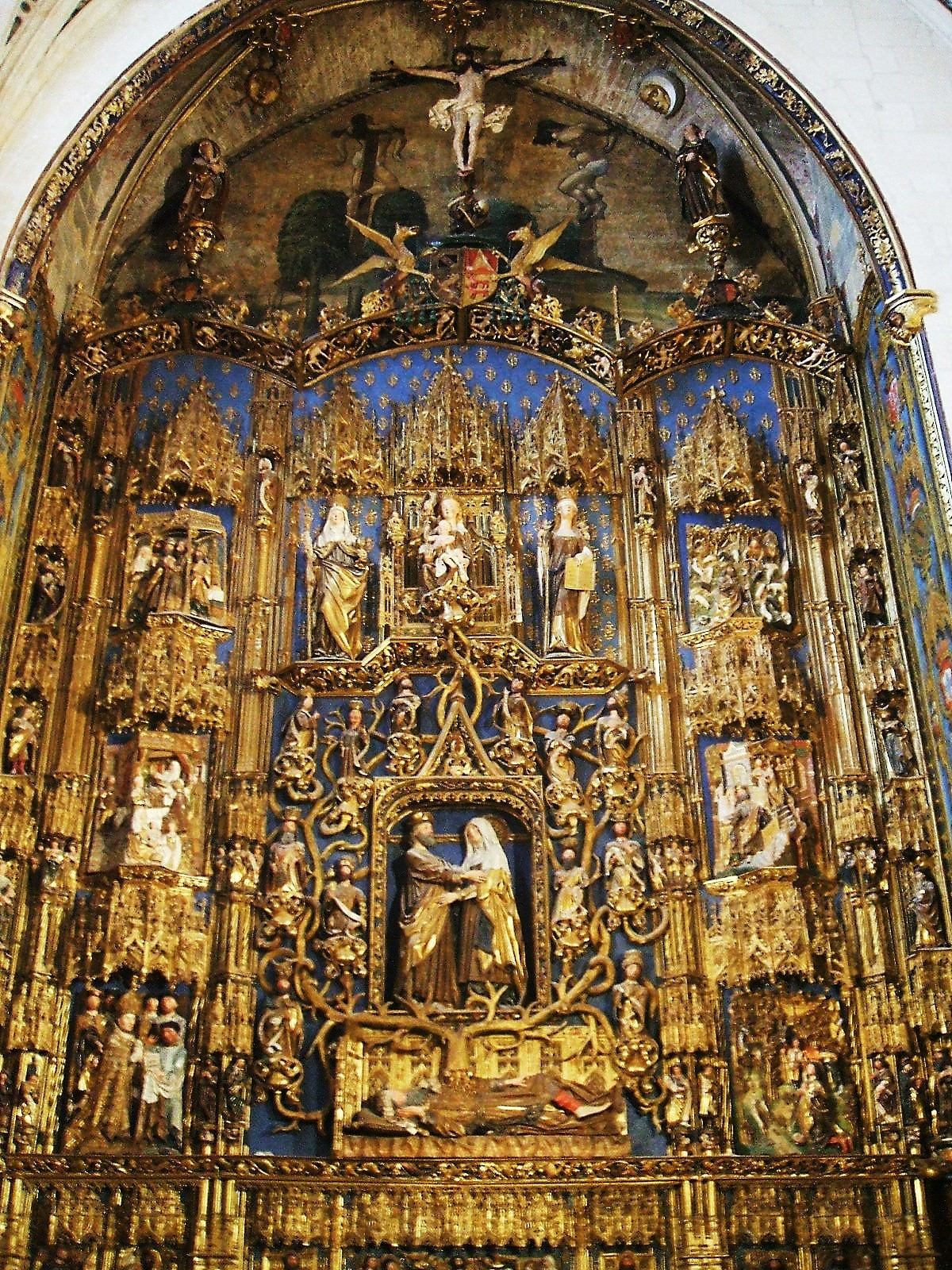
Ołtarz główny